# Hatice Sultan (figlia di Selim I)
Hatice Sultan (turco ottomano: خدیجه سلطان; lett. "fanciulla rispettosa"; Trebisonda, prima del 1494 – Costantinopoli, dopo il 1543) è stata una principessa ottomana, figlia del sultano Selim I e di Hafsa Sultan, e perciò sorella di Solimano il Magnifico.

## Biografia
La data di nascita di Hatice è sconosciuta, ma deve essere nata prima del 1494. Era la figlia di Şehzade Selim (il futuro Selim I) e della sua favorita Hafsa Hatun. Sposò Iskender Pasha nel 1509, governatore e successivamente ammiraglio che fu giustiziato nel 1515.
Da tempo si credeva che Hatice Sultan avesse successivamente sposato il gran visir Pargalı Ibrahim Pasha. Tuttavia, alla fine degli anni 2000, la ricerca condotta dallo storico Ebru Turan rivelò che questa affermazione non si basava su prove concrete e che in realtà tra loro non si è mai verificato un simile matrimonio. Di conseguenza, a oggi gli storici generalmente concordano sul fatto che Ibrahim abbia sposato un'altra donna, Muhsine Hatun, e non Hatice.
Il suo secondo marito sembra essere stato invece Çoban Mustafa Paşa, vedovo della sua sorellastra Şahzade Sultan. Il matrimonio si tenne nel 1517 e terminò con la morte di Mustafa nel 1529, durante l'Assedio di Vienna. 
È sepolta nel mausoleo dei principi della Moschea di Yavuz Selim ad Istanbul, accanto alla sorella Hafize Sultan.

## Discendenza
Hatice Sultan ebbe in tutto cinque figli e almeno tre figlie. 
Dal primo matrimonio, Hatice ebbe quattro figli e una figlia:
- Sultanzade Mehmed Bey
- Sultanzade Süleyman Bey
- Sultanzade Ali Bey
- Sultanzade Osman Bey
- Nefise Hanımsultan, sepolta insieme ad almeno un fratello nella moschea Şehzade

Dal secondo matrimonio, Hatice ebbe un figlio e almeno due figlie:
- Sultanzade Mehmed Şah Bey
- Hanim Hanımsultan (morta nel 1582, sepolta nella türbe di Hürrem Sultan)
- Fülane Hanımsultan

## Nella cultura di massa
Nella serie TV Il secolo magnifico, Hatice Sultan è interpretata dall'attrice turco-tedesca Selma Ergeç. Nella serie, del 2011, è rappresentata come la moglie di Ibrahim e la madre dei suoi figli, come da vecchia credenza, dal momento che il matrimonio non era ancora stato smentito con certezza e la maggior parte del pubblico non era a conoscenza delle ricerche più recenti. 